# Joseph Pé
Joseph Pe (né le 1er décembre 1891 à Lembeek et décédé le 31 octobre 1980 à Halle) est un coureur cycliste belge, des années 1920.

## Palmarès
- 1923
  - 2e de Binche-Tournai-Binche
  - 3e du Tour de Belgique indépendants

- 1924
  - Circuit minier et métallurgique du Nord
  - 2e de Paris-Saint-Amand les Eaux
  - 2e de Paris-Lille

- 1925
  - 1re étape du Tour du Pays basque
  - 2e du Tour du Pays basque
  - 2e du Tour des Flandres
  - 3e de Paris-Longwy

- 1926
  - 1re étape du Tour de Belgique